# 格勒米茨
格勒米茨是德国石勒苏益格－荷尔斯泰因州的一个市镇。总面积51.11平方公里，总人口7620人，其中男性3621人，女性3999人（2011年12月31日），人口密度149人/平方公里。